# Битка за Шербур
Битката за Шербур е част от битката за Нормандия по време на Втората световна война. Започва веднага след успешния съюзнически десант на 6 юни 1944 г. и продължава до края на месеца. В оспорваното триседмично сражение, американските войски изолират и след това превземат укрепеното пристанище, считано за изключително важно за кампанията в Западна Европа.

## Плановете на Съюзниците
Когато подготвят плановете за инвазията във Франция, съюзническите щабове считат за важно овладяването на дълбоководно пристанище, което да осигури директното разтоварване на подкрепления от САЩ. Без такова пристанище, снаряжението трябва първо да бъде разтоварено във Великобритания, разопаковано, подсигурено срещу вода и отново натоварено на десантни съдове до Франция. Шербур, намиращ се на края на полуостров Котантен е най-близкото голямо пристанище до планираните места за дебаркиране.
Плановиците на Съюзниците първоначално решават да не се прави десант на полуострова, тъй като този сектор би бил отделен от другите места за стоварване на войските чрез долината на река Дьов, която е наводнена от германците, за да предотвратят въздушен десант.
След назначаването си за главнокомандващ на нахлуването във Франция, британският генерал Бърнард Монтгомъри възстановява плана за дебаркиране и на Котантен – отчасти за да разшири фронта и да предотврати изолирането на съюзническите войски на тесния плацдарм, отчасти за да осигури бързото овладяване на Шербур.

## Десантът
В ранните часове на 6 юни, американските 82-ра и 101-ва въздушнопреносими дивизии извършват десант на п-в Котантен. Въпреки че частите са разпокъсани при приземяването, те успяват да подсигурят повечето от пътищата, нужни за напредването на 7-и корпус от плажа „Юта“. Малко след зазоряване, американската 4-та пехотна дивизия дебаркира на плажа – със сравнително леки загуби. Непосредствено след това, най-важната задача на войските там е да се свържат с останалите десанти.
На 9 юни, 101-ва дивизия успява да прекоси наводнената долина и на следващия ден да превземе град Карантан, като по този начин осигурява непрекъснат фронт на съюзническите войски.

## Настъплението
Успехът на 101-ва дивизия дава възможност на 7-и корпус да напредне на запад в опит да отреже п-в Котантен. Още три дивизии са изпратени в подкрепление на корпуса. Неговият командир – генерал-майор Джоузеф Колинс води частите енергично, сменяйки войниците на предната линия или разжалвайки офицерите, ако напредването е бавно.
Германците го посрещат със смесица от подразделения и бойни групи от няколко различни дивизии, които и без това вече са понесли тежки загуби в боевете с американските парашутисти в първите дни на десанта. На практика не могат да се изпратят и танкови или механизирани части заради заплахата срещу Каен на изток. Пехотните подкрепления пристигат бавно. Наводняването на долината на Дьов се обръща срещу германците, тъй като сега подсигурява южния фланг на американските войски.
Към 16 юни вече няма естествени препятствия по пътя на настъпващите части. Немското командване е в безпорядък. Военачалниците (включително фелдмаршал Ервин Ромел) искат да изтеглят войските в добър боен ред на укрепленията на Атлантическия вал край Шербур, където те биха могли да издържат известно време на обсада. От друга страна, Адолф Хитлер, издаващ заповеди от главната си щаб-квартира в Източна Прусия, настоява те да останат на позициите си, въпреки че това може да доведе до катастрофа. На следващия ден той се съгласява с мнението на генералите си, че войските трябва да се оттеглят, но посочва нова и неподходяща позиция, простираща се през целия полуостров – южно от Шербур. Ромел протестира срещу тази заповед, но въпреки това освобождава от длъжност генерал Вилхелм Фармбахер (командир на 84-ти корпус), тъй като мисли, че генерала се опитва да я заобиколи.
На 19 юни американците от 9-а пехотна дивизия достигат западния бряг на полуострова. За по-малко от 24 часа 4-та, 9-а и 79-а пехотни дивизии започват настъпление на широк фронт на север. По западния бряг почти няма съпротива, а на изток се разпада и последната германска отбрана при Монтебур. Край Бри са открити няколко склада за Фау-1, заедно с инсталация за изстрелване на Фау-2. След 2 дни американците са пред Шербур.

## Превземането на града
Командирът на гарнизона – генерал-лейтенант фон Шлибен, разполага с 21 000 души, но голяма част от тях са набързо свикани от корабния състав или от трудовите части. Тези, които са отстъпвали до града са уморени и дезорганизирани. Не достигат амуниции, храна и гориво. Луфтвафе спуска няколко доставки, но по-голямата част са Железни кръстове за повдигане на духа на гарнизона. Въпреки това, фон Шлибен отхвърля предложенията за капитулация и започва да подготвя експлозиви, за да лиши Съюзниците от пристанището.
На 22 юни Колинс заповядва генерално настъпление срещу Шербур. Отначало съпротивата е ожесточена, но американците бавно прочистват немските бункери и бетонни укрепления.
На 26 юни 79-а дивизия превзема форта, господстващ над града. Това слага край на всякаква организирана отбрана. Фон Шлибен е пленен. Арсеналът и пристанищните укрепления се предават няколко дни по-късно, след символична съпротива. Последните обкръжени немски части слагат оръжие на 1 юли.

## След битката
Германците така старателно минират пристанището на Шербур и потапят корабите в него, че Хитлер награждава с Рицарски кръст за „безпрецедентен подвиг в аналите на бреговата отбрана“ вицеадмирал Валтер Хенеке, само ден след като вицеадмирала се е предал на американците. Едва в края на юли първите кораби успяват да влязат в пристанището, което се използва частично чак от средата на август.
Въпреки това, немските войски претърпяват значително поражение, в резултат на бързото развиване на съюзническото настъпление на западния фланг на десанта и на непреклонните заповеди на Хитлер.
Главнокомандващият на немската 7-а армия, генерал Фридрих Долман, умира от сърдечен удар на 28 юни, след като научава новината за предстоящ военен съд заради падането на Шербур.